# Artur Kaltbaum
Artur Kaltbaum (ur. 1 lipca 1921 w Warszawie, zm. w 2017) – polski dziennikarz, publicysta i krytyk filmowy żydowskiego pochodzenia, mieszkający w Szwecji.

## Życiorys
Urodził się w rodzinie żydowskiej. W 1937 zdał maturę w Gimnazjum im. Jana Kreczmara w Warszawie. W latach 1946–1949 studiował w Wyższej Szkole Nauk Społecznych Towarzystwa Uniwersytetu Robotniczego w Krakowie, a w latach 1954–1958 na Wydziale Dziennikarstwa Uniwersytetu Warszawskiego. W latach 1953–1968 pracował jako kierownik redakcji w Państwowym Instytucie Wydawniczym i następnie w Filmowej Agencji Wydawniczej. Jako krytyk filmowy publikował w pismach: „Film”, „Magazyn Filmowy”, „Kulisy” i innych.
W 1969 po antysemickiej nagonce, która była następstwem wydarzeń marcowych, wyemigrował do Szwecji. W latach 1970–1987 pracował jako redaktor-dokumentalista w Szwedzkim Instytucie Filmowym. Mieszka w Sztokholmie.
Od 1960 był członkiem Klubu Krytyki Filmowej Stowarzyszenia Dziennikarzy Polskich, od 1966 członkiem Stowarzyszenia Filmowców Polskich i członkiem Stowarzyszenia Autorów ZAiKS.

## Wybrane publikacje
Jest autorem kilku książek o tematyce filmowej:
- 1967: Jubileusz gwiazd
- 1964: W kręgu gwiazd i filmów
- 1962: Młode gwiazdy filmowe

Wydał także dwie książki dla dzieci:
- 1959: Kino Fiki-Konga
- 1958: Nieposłuszny kotek